# 雅拉查芃·普金帕可
雅拉查芃·普金帕可（1994年4月28日—），昵称Goy，是出生于泰国曼谷的泰国女演员、歌手、模特、MC、编剧兼导演。演艺代表作有《荷尔蒙2》、《O型血》、《花戒指》、《夏日菊花茶前传》、《STAY Zaka...我会想你的》，而编剧代表作则有《爱的警报器》及《以你的心诠释我的爱》。